# Bursa (província)
Bursa é uma província (em turco:  iller) do noroeste da Turquia com 11 043 km² de superfície e 2 550 645 habitantes (2009) . Com exceção dos distritos de Büyükorhan, Harmancık, Keles e Orhaneli, a sul, os quais fazem parte da região (bölge) do Egeu (em turco: Ege Bölgesi), a província faz parte da região de Mármara (Marmara Bölgesi).